# Linha Leste do Metrô de Fortaleza
A Linha Leste (Central–Chico da Silva ↔ Papicu) será uma das linhas do Metrô de Fortaleza, capital do Estado do Ceará, na Região Nordeste do Brasil, planejada pela Companhia Cearense de Transportes Metropolitanos (Metrofor).
Atualmente em construção, por meio da Secretaria de Infraestrutura do Estado do Ceará (Seinfra), a nova linha concentra suas obras no primeiro trecho do projeto, de 7,3 quilômetros de extensão, que interligará o Centro da cidade de Fortaleza ao bairro Papicu na zona leste da capital, em um percurso totalmente subterrâneo.
O primeiro trecho compreende a ampliação da estação Central–Chico da Silva, onde será realizada a integração com a Linha Sul do metrô, e a construção de outras seis novas estações: Catedral, Colégio Militar, Luiza Távora, Nunes Valente, Leonardo Mota e Papicu. O projeto também abarca a construção de uma estação de superfície ao lado da estação Chico da Silva, denominada Tirol-Moura Brasil, com o objetivo de substituir a atual estação Moura Brasil como ponto final da Linha Oeste, uma linha atualmente em operação, composta por VLTs (Veículo Leve sobre Trilhos) movidos a diesel, que realiza a ligação entre a cidade de Fortaleza e o município de Caucaia, na Região Metropolitana de Fortaleza.
A primeira fase do empreendimento, após concluída, terá capacidade para transportar até 150 mil passageiros por dia. O tempo de viagem entre o Centro e o Papicu será de 15 minutos.
A ideia do projeto é garantir a integração da Linha Leste com as linha Sul e Oeste, no Centro de Fortaleza, e com a Linha Nordeste e o terminal de ônibus urbano no bairro Papicu. Para a conclusão deste trecho, foram disponibilizados cerca de R$ 1 bilhão do Banco Nacional de Desenvolvimento Econômico e Social (BNDES), R$ 660 milhões do Governo Federal, além de R$ 186 milhões do Tesouro Estadual do Ceará.
A previsão é de que todo o primeiro trecho seja concluído em 2028.

## Histórico

### Antecedentes e projeto
No início da década de 2000, o Governo do Estado do Ceará, demandado por setores da sociedade, promoveu discussão interna entre suas secretarias, com o objetivo de proporcionar soluções de transporte público eficiente, tendo em vista os problemas de mobilidade urbana da cidade de Fortaleza, em particular a ligação Leste-Oeste.
Os trabalhos realizados pelos diferentes setores do Governo do Estado do Ceará, após pesquisas sobre diferentes tipos de modais de transporte, chegaram a conclusão que a demanda projetada entre a região central de Fortaleza e o eixo da Avenida Washington Soares, na Zona Leste da capital, exigia um sistema de alta capacidade.
Deste modo, em 2003, o Consórcio Ernst & Young e AP Engenheiros Consultores, desenvolveram estudos de 18 alternativas de traçado entre o Centro de Fortaleza e o bairro Edson Queiroz para o modal metrô.
No ano de 2009, a Companhia Cearense de Transportes Metropolitanos contratou um estudo de viabilidade para a Linha Leste. O estudo, realizado pela MWH Engenharia, contemplou quatro importantes etapas para o desenvolvimento do projeto: caracterização legal socioeconômico e operacional da obra, elaboração do projeto operacional, levantamento da viabilidade econômica do empreendimento e equacionamento financeiro do projeto.
O projeto escolhido e estudado pela MWH Engenharia previa uma linha totalmente subterrânea, utilizando o eixo das avenidas Santos Dumont e Washington Soares, passando pelo terminal de ônibus urbano do Papicu. Doze estações foram planejadas em um percurso total de 12,4 quilômetros, entre elas a estação Central–Chico da Silva, estação pertencente a Linha Sul que seria ampliada, e a construção das outras onze estações: Catedral (Sé), Colégio Militar, Luiza Távora, Nunes Valente, Leonardo Mota, Papicu, HGF, Cidade 2000, Bárbara de Alencar, Centro de Eventos e Edson Queiroz. Uma decima terceira estação foi planejada, denominada Tirol, estação de superfície localizada a oeste da estação Central–Chico da Silva, projetada com o objetivo de integrar as linhas Oeste e Leste.
Como consequência do resultado apontado pelo Estudo de Viabilidade, em setembro de 2010 foi dado a ordem de serviço pelo Governo Cearense para o inicio do Projeto Básico da Linha Leste.
Na época se almejava conseguir recursos aproveitando a liberação do Governo Federal para obras em cidades-sede da Copa do Mundo de Futebol de 2014 e do Programa de Aceleração do Crescimento (PAC).
Em maio de 2013 houve a abertura da licitação para a escolha da empresa ou consorcio responsável pela obra. A Linha Leste integrava, naquele ano, o Programa “Mobilidade Grandes Cidades”, do Governo Federal, que garantiu recursos da ordem de R$ 2 bilhões para a obra, sendo R$ 1 bilhão do Orçamento Geral da União e R$ 1 bilhão financiados pela Caixa Econômica Federal. O Governo do Estado do Ceará entraria com pouco mais de R$ 1 bilhão de contrapartida. Esses recursos estaduais também seriam usados para projetos, administração de obra, desapropriações e remoção de interferências.
Na oportunidade, um total de treze empresas, reunidas em cinco consórcios, apresentaram suas propostas para as obras de implantação da linha. Entregaram os documentos de habilitação e as propostas comerciais os seguintes consórcios: Cetenco–Acciona (Cetenco Engenharia e Acciona Infraestructura); Construcap–Copasa-Linha Leste (Construcap CCPS Engenharia e Comercio e Sociedad Anonima de Obras y Servicios – Copasa); Mendes Júnior–Soares da Costa–Isolux (Mendes Júnior Trading e Engenharia , Sociedade de Construções Soares da Costa S.A do Brasil e Isolux Projetos e Instalações); Consórcio Metrofor (Construtora Andrade Gutierrez, Construtora Norberto Odebrecht Brasil e Serveng Civilsan–Empresas Associadas e Engenharia); e Mobilidade Urbana (Construções e Comércio Camargo Corrêa, Construtora Queiroz Galvão e Construtora Marquise).
O consórcio vencedor, constituído pela empresa espanhola de construção e infraestrutura Acciona, junto à brasileira de engenharia Cetenco, foi anunciado no segundo semestre de 2013, após oferecer o menor preço, de R$ 2,25 bilhões, para a construção da Linha Leste.

### Início das obras e paralização
No dia 28 de agosto de 2013, chegaram ao Porto do Pecém, no navio Spring Canary, as duas primeiras tuneladoras adquiridas pelo Governo do Estado do Ceará, provenientes da cidade de Xangai (China), onde foram realizados os testes em fábrica numa das unidades da empresa The Robbins Company, vencedora da licitação para o fornecimento de quatro máquinas tuneladoras para a implantação da nova linha metroviária. Os dois equipamentos, divididos em 33 partes cada um, totalizado 66 peças, foram transportados e em seguida armazenados numa área de 16 mil metros, em área próxima ao espaço reservado para a implantação do emboque (túnel para a entrada das tuneladoras), nas proximidades da estação Chico da Silva, no Centro da Cidade.
O contrato para as obras civis da nova linha do Metrô de Fortaleza foi assinado no dia 11 de outubro de 2013, pelo então Governador do Estado do Ceará, Cid Gomes. No ato, o então governador informou que o Governo aguardava a liberação da licença de instalação para assinar a ordem de serviço da obra. Essa nova assinatura, da ordem de serviço para a construção da Linha Leste, ocorreu no dia 22 de novembro de 2013, assinada pela então Presidente da República do Brasil, Dilma Rousseff, ao lado de outras autoridades.
Ao final do mês de janeiro de 2014 as obras da Linha Leste enfim tiveram início, com a implantação da estrutura de contenção para instalação das tuneladoras, no canteiro ao lado da Estação Central. Após a estrutura de contenção, foi iniciada a escavação de uma vala a céu aberto, objetivando dar sustentação para a instalação da tuneladora.
Para a instalação desse canteiro, e consequente início das obras, foi necessário desativar a histórica Estação Ferroviária João Felipe, após 141 anos exercendo sua função, no dia 13 de janeiro de 2014. Em seus últimos anos, a antiga estação ferroviária funcionou como ponto final da Linha Oeste. Após o encerramento de suas atividades, a função de estação terminal da Linha Oeste foi transferida para a Estação Moura Brasil. A histórica edificação da Estação João Felipe foi restaurada e modernizada anos depois, sendo entregue em março de 2022 como Complexo Cultural Estação das Artes Belchior.
Nos meses seguintes daquele ano de 2014, foram instalados novos canteiros de obras em outras regiões da cidade. Em julho, foram iniciada as obras da Estação Edson Queiroz, com a implantação do canteiro localizado no cruzamento das avenidas Washington Soares e Dr. Valmir Pontes. No mês seguinte, teve início a construção da Estação Colégio Militar, com a interdição de um trecho da Avenida Santos Dumont, entre as ruas Dona Leopoldina e Nogueira Acioli. O começo das obras, nos dois pontos citados, gerou diversas mudanças no trânsito em vias de grande movimentação na capital.
A construção chegou ao início do ano seguinte, 2015, completamente parada, por conta de uma reformulação societária no consórcio que executa as obras. A reformulação foi necessária após a Centenco, empresa paulista integrante do consórcio original, desistir de continuar tocando o empreendimento, alegando atrasos nos pagamentos por parte do Governo do Estado. Um novo consórcio foi formado pela empresa espanhola Acciona e a Construtora Marquise, denominado Consórcio Metrô Linha Leste Fortaleza, sendo referendado pelo Tribunal de Contas da União (TCU) em agosto de 2016. Desse modo, com as obras paralisadas, a Linha Leste chegou ao ano de 2016 com apenas 1% de evolução.
Após o novo consórcio ter sido referendado pelo TCU, a Secretaria de Infraestrutura do Ceará (Seinfra) e o Governo do Estado trabalharam para garantir, junto ao Governo Federal, liberação dos recursos prometidos para retomar o serviço. O Estado do Ceará possuía a autorização de R$ 1 bilhão de financiamento para o metrô junto ao Banco Nacional do Desenvolvimento Econômico e Social (BNDES). Além deste valor havia mais R$ 1 bilhão, parte do Orçamento Geral da União (OGU). O BNDES condicionou a liberação de sua parte na obra se o Governo Federal liberasse os recursos do OGU. Como a União não liberava sua parte o Estado ficou sem acesso aos recursos, mantendo a obra paralisada.
Enquanto o Governo do Estado tentava solucionar os impasses, as tuneladoras permaneceram sem uso, se deteriorando sem manutenção adequada, após um novo impasse, dessa vez com a empresa responsável por fornecer os equipamentos, devido a uma suposta dívida de US$ 9 milhões cobrada pela The Robbins Company.
Como forma de tentar conseguir recursos, o então Governador do Ceará, Camilo Santana, em julho de 2017, chegou a apesentar a Linha Leste do Metrô ao presidente do China Development Bank (CDB), Hu Huaibang, durante sua visita à Fortaleza. Entretendo, a iniciativa não obteve êxito.
Mesmo sem ter garantido o repasse de verbas, a Secretaria de Infraestrutura iniciou as montagens das máquinas tuneladoras ao final do ano de 2017. Os equipamentos que haviam chegado ao Ceará em 2013, estavam sem qualquer uso desde então. A Seinfra informou na época que o objetivo da montagem seria realizar uma manutenção preventiva, preservando a integridade dos equipamentos e a extensão da garantia. A primeira tuneladora foi aprovada no teste de funcionamento em 27 de março de 2018, e o segundo equipamento na semana seguinte.
Em março de 2018, sem data para retorno das atividades, os canteiros de obras das estações Colégio Militar e Edson Queiroz foram desfeitos. Localizados, respectivamente, na Praça da Bandeira, conhecida como Praça do Cristo Rei, e na Avenida Washington Soares, em frente ao Fórum Clóvis Beviláqua, os canteiros foram desinstalados e os locais devolvidos à cidade.

### Retomada das obras
Nos primeiros meses de 2018, em uma nova tentativa de retomar a construção, o Governo do Estado resolveu relicitar a Linha Leste, reincidindo o contrato anterior.
Foram projetadas quatro novas licitações, sendo as duas primeiras, lançadas em maio de 2018, focadas na implantação das obras civis e sistemas e aquisição de equipamentos de oficina. As outras duas licitações, planejadas para serem lançadas posteriormente, tinham como objetivo a aquisição do material rodante (trens) e a contratação de empresa de Gerenciamento e Supervisão.
As novas licitações se basearam em mudanças realizadas no projeto original da linha, com o objetivo de otimizar e reduzir os custos da construção. Desse modo, o novo projeto da Linha Leste dividiu a linha em duas fases, com a primeira fase possuindo 7,3 quilômetro de extensão, ligando o Centro de Fortaleza ao bairro Papicu. Nesta fase, foi prevista a execução uma estação de superfície (Tirol-Moura Brasil) e outras quatro subterrâneas (Chico da Silva, Colégio Militar, Nunes Valente e Papicu). Uma segunda fase, que incluiria o trecho entre as estações Papicu e Edson Queiroz, e a inclusão das estações Catedral, Luiza Távora e Leonardo Mota, excluídas do primeiro trecho, seriam realizadas posteriormente, em uma nova licitação.
Para a realização das novas licitações foram garantidos cerca de R$ 1 bilhão do BNDES, em financiamento, R$ 673 milhões do Governo Federal, além de R$ 186 milhões do Tesouro Estadual.
A realização do novo certame levou a empresa Camargo Corrêa a mover uma ação na Justiça para barrar a nova licitação, com a alegação de irregularidades. Também entraram com mandato de segurança as empresas Queiroz Galvão e a empresa espanhola Acciona. Todos os mandatos de segurança foram rejeitados pela justiça e a licitação teve prosseguimento.
O Consórcio FTS, formado pelas empresas Construtora Ferreira Guedes S/A e Sacyr Construcción S/A, foi o vencedor da licitação para realização das obras civis e implantação de sistemas. O consórcio foi o único a apresentar uma proposta. O resultado da licitação levou a uma nova onda de ações judiciais movidas pelas empresas Acciona e Marquise, sob alegações de irregularidades no processo licitatório. Entre as irregularidades mencionadas, está o fato de a tramitação da licitação ter recebido as documentações e a proposta de apenas um licitante, devido as cláusulas restritivas. A situação levou o Tribunal de Contas da União (TCU), em agosto de 2018, a suspender o processo para a retomada das obras da Linha Leste, cujo novo contrato ainda não havia sido assinado, levando o Governo do Estado a recorrer da decisão.
Após uma batalha judicial, as obras foram liberadas pelo TCU, levando o Estado a assinar a ordem de serviço para o retomada das obras da Linha Leste, no dia 7 de novembro de 2018, em evento público com a participação de diversas autoridades. Na época, o prazo para a conclusão das obras foi fixada em quatro anos.
Com o avanço das obras diversas intervenções se iniciaram pela cidade, alterando o trânsito em vias da região central e em diversos trechos da Avenida Santos Dumont, provocando desvios e alterações de linha de ônibus.
Em outubro de 2020, o então Governador do Estado, Camilo Santana, em visita ao canteiro de obras da Linha Leste, anunciou que uma das tuneladoras, único equipamento do tipo em funcionamento no Brasil naquele período, já havia construído cerca de 700 metros de túneis a 34 metros de profundidade. Foi a primeira vez que uma tuneladora foi utilizada numa obra metroviária fora do eixo Rio-São Paulo. Em Brasília, o sistema foi construído de forma convencional enquanto em Salvador o pequeno trecho subterrâneo foi escavado no método NATM (Sigla em inglês para New Austrian Tunnelling Method).
Atualmente os trabalhos estão acontecendo no Centro de Fortaleza no eixo da Rua Castro e Silva. Já no bairro Aldeota ocorrem a construção das estações Colégio Militar e Nunes Valente. No bairro Papicu onde ficará a última estação do percurso estão sendo instalados os canteiros de obras e a construção de um terminal de ônibus provisório que abrigará as linhas do Terminal Papicu durante a construção.

## Características
Uma vez totalmente concluída, a Linha Leste atenderá a principal região financeira e comercial de Fortaleza, entre as estações Central–Chico da Silva no centro histórico da cidade e Edson Queiroz na avenida Washington Soares. Será uma linha metroviária subterrânea para transporte de passageiros, contando com 12,4 km de via dupla (11,1 km subterrâneos, 0,5 km de trecho em transição e 0,8 km em superfície), 13 estações (12 subterrâneas e 01 em superfície) e demanda prevista de 400 mil passageiros por dia. 
A integração com as demais linhas se dará pela Estação Central–Chico da Silva com a Linha Sul, na estação Tirol–Moura Brasil com a Linha Oeste e pela estação Papicu com a Linha Nordeste e respectivo terminal Urbano de ônibus. 
O Material Rodante compreenderá 20 TUE’s (trem unidade elétrico), alimentados através de uma rede aérea de 3.000 volts em corrente contínua, com motor de tração do tipo indução, com controle de tração através de inversores estáticos.
Originalmente todo o trecho do Centro de Fortaleza ao bairro Edson Queiroz seria executado em uma única fase, entretanto devido a problemas de liberação de recursos houve uma rescisão do primeiro contrato e alterações no projeto para o barateamento da linha podendo, desta forma, conseguir um empréstimo junto a União.
As máquinas que irão construir os túneis são chamados de “shield”, ou tuneladoras, também conhecidas no jargão técnico como “tatuzão”. Para conhecer de perto essa tecnologia, o ex-governador do Estado, Cid Gomes, o secretário de Infraestrutura, Adail Fontenele, e o ex-presidente do Metrofor, Rômulo Fortes, visitaram quatro fabricantes desse tipo de equipamento. Eles foram adquiridas pelo Governo do Estado, através da Seinfra, ao preço de R$ 128,2 milhões. Os equipamentos foram fabricados pela empresa norte-americana The Robbins Company, que venceu uma licitação ocorrida em maio de 2012.
Os dois primeiros equipamentos, de um total de quatro, para a construção da linha realizaram testes em fábrica realizado entre maio e junho de 2013. Logo depois, os equipamentos foram embarcados para o Brasil chegando ao Porto do Pecém no final de julho de 2013. A distancia entre cada estação será de aproximadamente 900 metros. No total são treze estações que compõe a Linha Leste, essas são: Tirol–Moura Brasil, Central–Chico da Silva, Colégio Militar, Nunes Valente e Papicu. A estação Colégio militar foi a primeira a começar suas obras no dia 15 de agosto de 2014.

## Estações
A implantação da Linha Leste foi dividida em 2 fases. A primeira fase, atualmente em obras, contará com as estações: Central–Chico da Silva, Catedral, Colégio Militar, Luiza Távora, Nunes Valente, Leonardo Mota e Papicu. A previsão de conclusão das obras, para a primeira fase, é o segundo semestre de 2027.
As demais estações serão construídas em uma segunda fase, ainda sem previsão de execução.

### Estações da primeira fase
| Linha Leste - Fase 1   | Linha Leste - Fase 1          | Linha Leste - Fase 1              | Linha Leste - Fase 1                                             | Linha Leste - Fase 1 | Linha Leste - Fase 1 |
| Estação                | Inauguração                   | Linha(s)                          | Conexão                                                          | Posição              | Bairro               |
| ---------------------- | ----------------------------- | --------------------------------- | ---------------------------------------------------------------- | -------------------- | -------------------- |
| Moura Brasil           | Em fase de Desapropriações    | Linha Leste Linha Oeste           | Linha Oeste Linhas do transporte coletivo de Fortaleza           | Superfície           | Moura Brasil         |
| Central-Chico da Silva | 28 de julho de 2013 (11 anos) | Linha Leste Linha Sul Linha Oeste | Linha Sul Linha Oeste Linhas do transporte coletivo de Fortaleza | Subterrânea          | Centro               |
| Catedral               | Em fase de desapropriações.   | Linha Leste                       | Linhas do transporte coletivo de Fortaleza                       | Subterrânea          | Centro               |
| Colégio Militar        | Em construção.                | Linha Leste                       | Linhas do transporte coletivo de Fortaleza                       | Subterrânea          | Centro               |
| Luiza Távora           | Em fase de desapropriações.   | Linha Leste                       | Linhas do transporte coletivo de Fortaleza                       | Subterrânea          | Aldeota              |
| Nunes Valente          | Em construção.                | Linha Leste                       | Linhas do transporte coletivo de Fortaleza                       | Subterrânea          | Aldeota              |
| Leonardo Mota          | Em fase de desapropriações.   | Linha Leste                       | Linhas do transporte coletivo de Fortaleza                       | Subterrânea          | Aldeota              |
| Papicu                 | 6 de julho de 2018 (6 anos)   | Linha Leste Linha Nordeste        | Terminal Papicu Linhas do transporte coletivo de Fortaleza       | Subterrânea          | Papicu               |

### Estações da segunda fase
| Linha Leste - Fase 2 | Linha Leste - Fase 2 | Linha Leste - Fase 2 | Linha Leste - Fase 2                       | Linha Leste - Fase 2 | Linha Leste - Fase 2 | Linha Leste - Fase 2              |
| Estação              | Status               | Linha(s)             | Conexão                                    | Posição              | Bairro/Cidade        | Trecho                            |
| -------------------- | -------------------- | -------------------- | ------------------------------------------ | -------------------- | -------------------- | --------------------------------- |
| HGF                  | Em projeto           | Linha Leste          | Linhas do transporte coletivo de Fortaleza | Subterrânea          | Fortaleza            | Trecho 2 (Papicu ↔ Edson Queiroz) |
| Cidade 2000          | Em projeto           | Linha Leste          | Linhas do transporte coletivo de Fortaleza | Subterrânea          | Fortaleza            | Trecho 2 (Papicu ↔ Edson Queiroz) |
| Bárbara de Alencar   | Em projeto           | Linha Leste          | Linhas do transporte coletivo de Fortaleza | Subterrânea          | Fortaleza            | Trecho 2 (Papicu ↔ Edson Queiroz) |
| Centro de Eventos    | Em projeto           | Linha Leste          | Linhas do transporte coletivo de Fortaleza | Subterrânea          | Fortaleza            | Trecho 2 (Papicu ↔ Edson Queiroz) |
| Edson Queiroz        | Em projeto           | Linha Leste          | Linhas do transporte coletivo de Fortaleza | Subterrânea          | Fortaleza            | Trecho 2 (Papicu ↔ Edson Queiroz) |